# 萨尔茨堡要塞

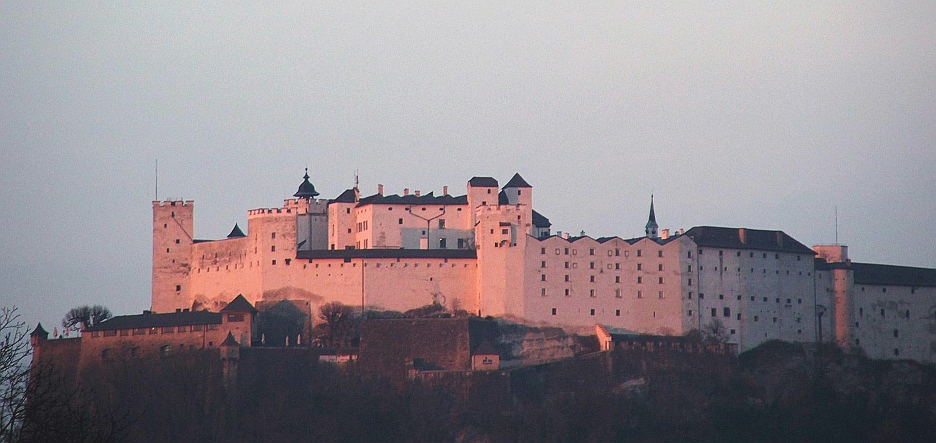
萨尔茨堡要塞

萨尔茨堡要塞（德语：Festung Hohensalzburg）是奥地利城市萨尔茨堡的一座城堡，位于城堡山上，长250米，宽150米，是欧洲最大的中世纪城堡之一。
这座城堡始建于1077年，由历任总主教逐步扩建而成。1515年修建了运货的缆车，可能是世界上最古老的缆车。
这座城堡唯一一次被围困是在1525年，一批矿工、农民和市民试图驱逐总主教，但未能夺取城堡。三十年战争期间，城堡得到加固。拿破仑战争期间，这座城堡不战而降。
20世纪初，此处用作监狱，一战期间关押过意大利战俘，1930年代德奥合并前关押过纳粹分子。目前是一处旅游热点，有缆车通往山下的市区。